# Dichter- und Stadtmuseum Liestal

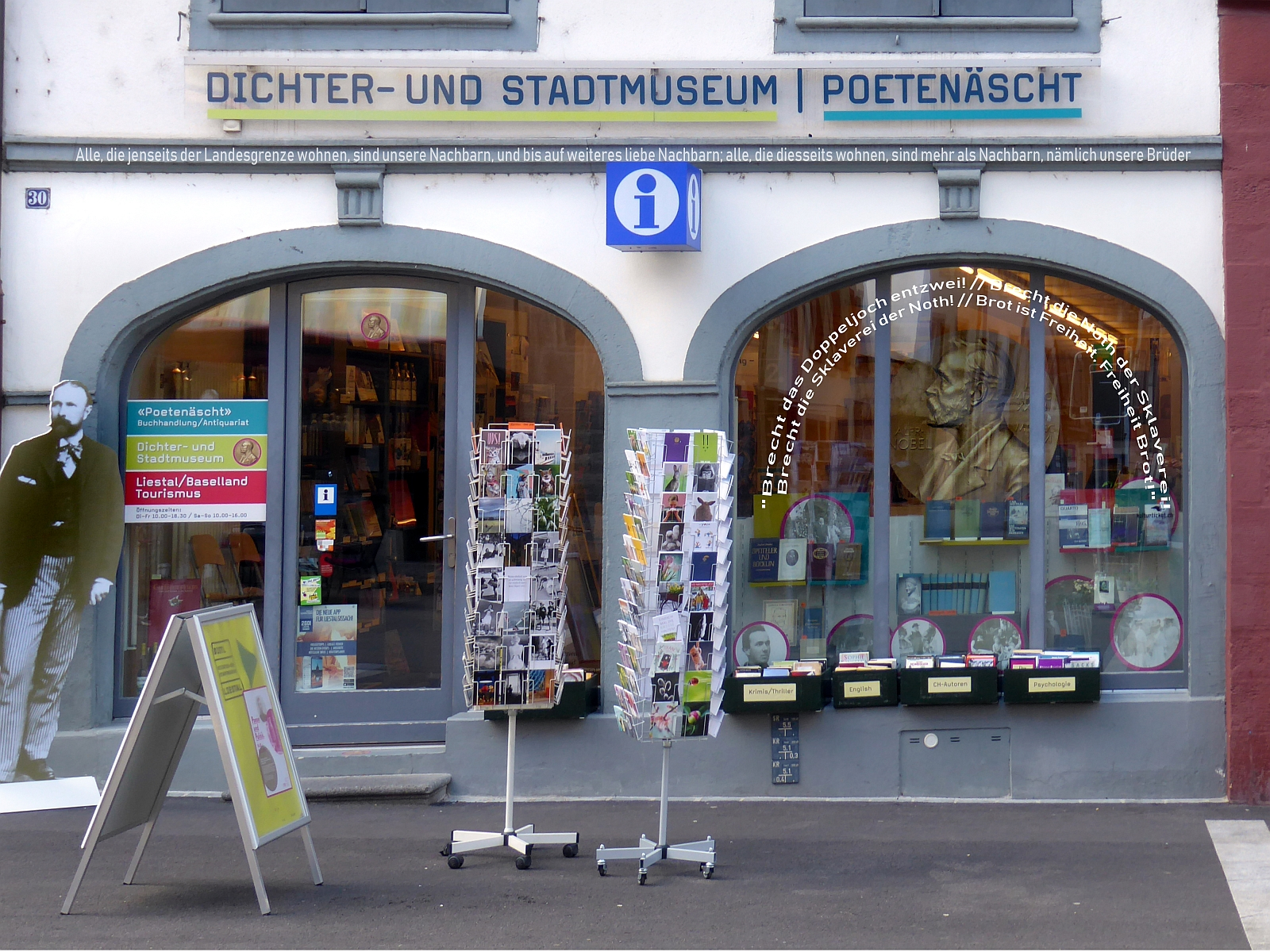
Dichter- und Stadtmuseum Liestal

Das Dichter- und Stadtmuseum Liestal, seit 2022: Dichter:innen- und Stadtmuseum Liestal, DISTL, ist ein am 7. Juli 1946 im schweizerischen Liestal eröffnetes, regional und überregional bekannten Autoren gewidmetes Literaturmuseum.

## Geschichte
Den Grundstock seiner Bestände verdankt das Dichtermuseum einer Schenkung von Marcel Herwegh. Nach dem Tod seiner Mutter Emma Herwegh (1904), die neben ihrem Ehemann, dem deutschen Vormärzdichter Georg Herwegh, auf dem Liestaler Friedhof beigesetzt ist, hatte er den von ihm verwalteten und zum Teil herausgegebenen Nachlass seiner Eltern der Gemeinde Liestal übergeben, bevor er selbst 1937 verstarb. Mit der Schenkung war die Idee einer Herwegh-Gedenkstätte verbunden, die bereits Emma Herwegh gewünscht hatte. Doch wurde das Material zunächst in einem anderweitig genutzten Obergeschoss des Rathauses in Kisten untergebracht.
Zu der Hinterlassenschaft gehörten neben zahlreichen Manuskripten, Briefen (rund 4.000 Autographen) und Büchern auch Porträts des Ehepaars, Fotografien, Teile des Mobiliars und andere Andenken. Nach Vorarbeiten von Karl Schuppli wurde der Herwegh-Nachlass in den Jahren 1943 bis 1946 durch Bruno Kaiser (1911–1982) katalogisiert. Der von den Nationalsozialisten verfolgte und über Belgien in die Schweiz geflohene Germanist war in Arisdorf interniert, erhielt jedoch die Erlaubnis, zur Vorbereitung für einen Vortrag im Lager den Nachlass einzusehen. Das Referat hielt Bruno Kaiser am 7. Juli 1946 als Eröffnungsrede, als das Dichtermuseum im zweiten Stock des Rathauses eingeweiht wurde.
Im Vorzimmer des Herwegh-Raumes wurde später eine «Dichterstube» eingerichtet, in der die Liestaler Autoren Joseph Victor Widmann und der Nobelpreisträger Carl Spitteler gewürdigt wurden. Die ausgestellten Dokumente und Objekte zu Widmann waren Deposita aus der Stadtbibliothek Bern, die Materialien zu Spitteler stammten aus einer Schenkung seiner Tochter Anna.
Zu den ersten Förderern des Dichtermuseums gehörte der Kantonsbibliothekar und Sekundarschullehrer Otto Rudolf Gass (1890–1965), der die Gedenkausstellungen über Spitteler und Widmann eingerichtet hatte. Gemeinsam mit dem Lehrer und Jugendgerichtsschreiber Carl August Ewald (1900–1968) war er als Vorsitzender der Museumskommission nach dem Krieg für das Museum zuständig. Kustos war der pensionierte Bäckermeister Eduard Strübin.
In den 1990er Jahren erwies sich die Unterbringung in der Rathaus-Etage als unzweckmässig, da die Bestände durch Schenkungen erweitert worden waren und eine angemessene Präsentation nicht mehr möglich war. Im Jahr 2000 wurde die von der Stadt Liestal geförderte „Stiftung Dichter- und Stadtmuseum Liestal“ gegründet, die das Museum betreibt; seit 2001 existiert ein Gönnerverein. Der Umbau eines Hauses in der Nachbarschaft (Rathausstr. 30) als eigenes Domizil für das Museum wurde mit einem Lotteriefondsbeitrag von 500.000 CHF finanziert.
Am 9. Juni 2001 bezog das Museum unter dem Namen Dichter- und Stadtmuseum das neue Haus, wo es mehrere Etagen einnimmt. Im Erdgeschoss befindet sich die Museumskasse; bis 2024 wurde dort auch ein Antiquariat geführt. In der ersten Etage wurden bis 2022 Wechselausstellungen gezeigt; den Dichternachlässen, zu denen diejenigen von Hugo Marti und Jonas Breitenstein hinzugekommen sind, widmete sich die zweite Etage. Geschichte und das Brauchtum Liestals sowie das Wirken der Künstler Otto Plattner und Martin Disteli wurden in der dritten Etage dokumentiert.
2022 wurde die neue Dauerausstellung des Museums eingeweiht. Schwerpunkte sind noch immer die Liestaler Schriftsteller und die exilierten politischen Flüchtlinge des 19. Jahrhunderts sowie  Objekte, die die Geschichte der Stadt und ihrer Bewohner dokumentieren. Die Ausstellung beansprucht den ersten und den zweiten Stock; im ersten Stock findet sich zudem ein Veranstaltungsraum. Der dritte Stock wird für Sonderausstellungen genutzt.
Leiter des Museums war bis 2008 Hans Rudolf Schneider, gefolgt von Markus Ramseier (2008–2011). Seit 2012 wird das Museum von Stefan Hess geleitet.

## Autoren
Das Liestaler Dichter- und Stadtmuseum widmet sich in erster Linie dem Leben und Werk Emma und Georg Herweghs, J. V. Widmanns, Carl Spittelers und Hugo Martis. Zum Bestand gehören Objekte, Fotos, Manuskripte und Drucke aus dem Besitz von Emma und Georg Herwegh, beispielsweise das Manuskript des Bundesliedes für den Allgemeinen Deutschen Arbeiterverein und die Vertonung von Hans von Bülow, Widmungsexemplare von Richard Wagner, Fotografien von Garibaldi, Gottfried Semper und Lassalle, Brille und Leselupe Georg Herweghs, Emma Herweghs Reitpeitsche und ihre angeblich beim Feldzug der Deutschen Demokratischen Legion in der Badischen Revolution benutzte Pistole sowie Erinnerungsstücke an Tadeusz Kościuszko.
Im Archiv des Dichter- und Stadtmuseums werden zudem Lebenszeugnisse von Personen aus dem Umfeld der Protagonisten aufbewahrt. Die Materialien werden über die Museumsdatenbank erschlossen und stehen der Forschung zur Einsichtnahme zur Verfügung: Manuskripte und Briefe aus der Feder des preussischen und eidgenössischen Obersten und Revolutionärs Wilhelm Rüstow, der zum Herwegh-Kreis gehörte, sowie Materialien zu Giuseppe Mazzini; Teile aus dem Nachlass des Revolutionärs Theodor Opitz, der von 1873 bis zu seinem Tode 1896 in Liestal lebte und mit Widmann befreundet war; die umfangreiche Korrespondenz von Ludmilla Assing mit Emma Herwegh, deren an Assing gerichtete Briefe in der Sammlung Varnhagen (derzeit in der Jagiellonischen Bibliothek in Krakau) aufbewahrt wurden. Auch Materialien zu Flüchtlingen wie Joseph Victor Widmanns Vater Joseph Otto Widmann und Karl Kramer gehören zum Bestand. 
Weitere Autoren mit regionalem Bezug sind Baselbieter Mundartdichter wie Wilhelm Senn (Schöpfer des Baselbieterliedes) oder die Lyrikerin Verena Rentsch.
Das Dichter- und Stadtmuseum besitzt schliesslich auch ein grosses Konvolut von Bildern der Art-brut-Künstlerin Rut Bischler sowie von Jörg Shimon Schuldhess.
Das Museum präsentiert regelmässig Wechselausstellungen, beispielsweise zu Friedrich Glauser, Johann Peter Hebel und Heinrich Zschokke, dem Künstler Jörg Shimon Schuldhess, der Architektur aus Liestal seit 1901, der mit Holzschnitten illustrierten Lyriksammlung Ergolzreihe und weiteren Themen mit regionalem Bezug wie beispielsweise Wunderkammer: Einblicke in die Sammlung Hans Peter Straumann oder Eheglück und Ehekrach, dargestellt an Objekten und Manuskripten aus der Museumssammlung.

## Veröffentlichungen
- Michail Krausnick: Nicht Magd mit den Knechten. Emma Herwegh, eine biographische Skizze. (Für die Ausstellung 1848. Wirtshaus, Hinterzimmer und Salon. Deutsche Demokraten im Baselbieter Exil, 25. April bis 19. September 1998.) Deutsche Schillergesellschaft, Marbach am Neckar 1998 (= Marbacher Magazin, Sonderheft 83), ISBN 3-929146-74-6.
- „Nationalität trennt, Freiheit verbindet.“ Revolution 1848/49. Ausstellungskatalog Stuttgart, Liestal, Mulhouse, Lörrach 1998, ISBN 3-933726-10-7.
- Barbara Alder (mit Hans Rudolf Schneider und Sabine Kubli): 1848. Wirtshaus, Hinterzimmer und Salon. Deutsche Demokraten im Baselbieter Exil. Begleitbroschüre zur Ausstellung 25. April bis 19. September 1998. Dichtermuseum/Herwegh-Archiv, Liestal 1998.
- Verstöhntder mi no? Alemannische Gedichte im Dialog mit Fotos von Rolf Frei. Hrsg. v. Dichter- und Stadtmuseum. Creavis Verlag, Basel 2003, ISBN 3-9520698-8-4.
- Dominik Wunderlin, Hans Peter Epple: Liestaler Grenzgänge – Mann und Bann. Texte und Legenden. Sonderausstellung zum Banntag 2005. Hrsg. v. Dichter- und Stadtmuseum. Lüdin, Liestal 2005, ISBN 3-85792-165-X.
- bauern begehren auf. baselbieter ged.enken 1653 ff. Texte und Legenden. Sonderausstellung zum Bauernkrieg vom 4. Juni bis 12. Oktober 2003. Dichter- und Stadtmuseum, Liestal 2003.
- Sabine Kronenberg, Hans Rudolf Schneider (Hrsg.): Wurzeln. Zwölf literarische Grabungen. Christoph Merian Verlag, Basel 2006 (= Edition Dichter- und Stadtmuseum Liestal, Bd. 1), ISBN 978-3-85616-264-1
- Isabel Koellreuter, Sabine Kronenberg, Hans Rudolf Schneider (Hrsg.): Alpenliebe. Lesereisen ins helvetische Gebirge. Christoph Merian Verlag, Basel 2006 (= Edition Dichter- und Stadtmuseum Liestal, Bd. 2), ISBN  3-85616-284-4
- Von Brodtbeck und Bohny zu Otto+Partner. Architektur aus Liestal seit 1901. Dichter- und Stadtmuseum, Liestal 2007.
- Christoph Oberer: Die Schnecken der Gemeinde Liestal. Dichter- und Stadtmuseum,  Liestal 2009.
- Jonas Breitenstein: Geschichten und Dichtungen. Hrsg. vom Ortsmuseum Binningen und dem Dichter- und Stadtmuseum Liestal. 3 Bände. Binningen 2013–2015.
  - Bd. 1 (2013): ’S Vreneli us der Bluemmatt, Die Baselfahrt (aus Erzählungen und Bilder aus dem Baselbiet), Gedichte. ISBN 978-3-033-04272-8.
  - Bd. 2 (2014): Der Her Ehrli, Der Herbstmäret in Liestal, Der Vetter Hansheri im Mätteli (beide aus Erzählungen und Bilder aus dem Baselbiet), Ein gemachter Mann, Die Geschichte vom Vikterli und seiner Frau (beide aus Monatsblatt für Frauenvereine, 1861), Gedichte. ISBN 978-3-033-04647-4.
  - Bd. 3 (2015): Jakob der Glücksschmied, ein Lebensbild, Die Geschichte vom Storzefried und vom Häfelibäbi (aus Erzählungen und Bilder aus dem Baselbiet), Das arme Annegreteli und sein Kind (aus dem Monatsblatt für Frauenvereine, 1860), Gottfried der Waisenknabe (aus der Jugendbibliothek von Johannes Kettiger), Jörgli, Der Heilig Obe, Die Rittersfrau (alle aus dem Nachlass), Gedichte. ISBN 978-3-033-05238-3.
- Stefan Hess, Wolfgang Loescher: Weltklasse in Liestal. Die Kunstschreinerei Bieder (= Quellen und Forschungen zur Geschichte und Landeskunde des Kantons Basel-Landschaft. Bd. 98). Verlag des Kantons Basel-Landschaft, Liestal 2016, ISBN 978-3-85673-291-2.
- Stefan Hess (Hrsg.): Rut Bischler. «Jedes Bild, das ich gemalt habe, ist wahr». Scheidegger & Spiess, Zürich 2018, ISBN 978-3-85881-596-5.
- Jörg Shimon Schuldhess: Versuch, den Himmel zu berühren. Lebensweg in Wort und Bild. Hrsg. von Ziona Schulthess und dem Dichter- und Stadtmuseum Liestal. Patis Verlag, Basel 2021.
- Jörg Shimon Schuldhess: Zwischen Wort und Bild. Ausgewählte Texte. Hrsg. von Ziona Schulthess und dem Dichter- und Stadtmuseum Liestal. Patis Verlag, Basel 2021.